# Másfélmillió lépés Magyarországon – 32 év múlva
Másfélmillió lépés Magyarországon – 32 év múlva a nagy sikerű gyalogos országjáró ismeretterjesztő televíziósorozat, a Másfélmillió lépés Magyarországon útvonalát járja be annak elkészülte után 32 évvel, vagyis 2011-ben. A sorozat bemutatja az elmúlt időszak változását.

## Epizódok
Epizódok:
1. Zemplén – Szépség, szegénység, remény[2]
2. Cserehát – A Rákócziak emlékezete
3. A Bükk – Emberek a rengetegben
4. A Mátra gerincén – Az igazi vadonban
5. Cserhát – Az Idő arca
6. Börzsöny – Eltűnt kisvasutak, öreg vadászházak
7. Pilis – A pálosok nyomában
8. Gerecse – Római kövek, magyar grófok
9. Vértes – A néma barátok
10. Bakony 1. – Az erdőség szíve
11. Bakony 2. – A remeték csöndje
12. Balaton-felvidék – "Isten és a bor"
13. Sümegtől az Alpokaljáig – A fák meséi
14. Alpokalja – Tavasz az Alpokalján

## Nézettség
Az első héten a sorozatra a teljes lakosság körében 121 ezer néző volt kíváncsi. Ez alulmúlta a műsorsávban elvárt nézettséget.